# Markus Merk
Markus Merk, född 15 mars 1962 i Kaiserslautern, Tyskland, är en tysk tandläkare och före detta fotbollsdomare som bland annat dömde i fotbolls-VM 2002 och 2006 och fotbolls-EM 2004 där han dömde finalen. Han dömde sin sista match 2008.
Matcher i VM 2002 som huvuddomare:
- Japan - Ryssland (gruppspel)
- Danmark - England (åttondelsfinal)

Matcher i VM 2006 som huvuddomare:
- Serbien och Montenegro - Nederländerna (gruppspel)
- Ghana - USA (gruppspel)
- Brasilien - Australien (gruppspel)